# Adelowalkeria flavosignata
Adelowalkeria flavosignata is een vlinder uit de familie nachtpauwogen (Saturniidae), onderfamilie Ceratocampinae.
De wetenschappelijke naam van de soort is voor het eerst geldig gepubliceerd door Walker in 1865.